# Villeparois
Villeparois település Franciaországban, Haute-Saône megyében. Lakosainak száma 190 fő (2022. január 1.). Villeparois Flagy, Auxon, Colombier, Coulevon és Pusy-et-Épenoux községekkel határos.

## Népesség
A település népessége az elmúlt években az alábbi módon változott:
| Lakosok száma | 215  | 215  | 220  | 206  | 201  | 195  | 194  | 191  | 190  |
|               | 2013 | 2015 | 2016 | 2017 | 2018 | 2019 | 2020 | 2021 | 2022 |